# GeeksPhone Zero
GeeksPhone Zero est un smartphone manufacturé par GeeksPhone sorti en 2010.

## Présentation
Il s'agit d'un téléphone créé par une petite entreprise espagnole, GeeksPhone dont le but est de livrer un appareil le plus ouvert possible.
Il dispose ainsi d'Android qui, chose notable et encore jamais réalisée, permet à l'utilisateur de modifier à loisir son système d'exploitation.
Il est sorti sur le territoire européen.
Il a reçu un accueil plutôt positif de la part de la presse spécialisée.